# Lucas Torreira
Lucas Sebastián Torreira Di Pascua (Fray Bentos, 11 febbraio 1996) è un calciatore uruguaiano, centrocampista del Galatasaray.

## Caratteristiche tecniche
Marco Fanuli su il Fatto Quotidiano lo descrive così: "Piccolo di statura ma tosto di natura, nasce come seconda punta, ma col tempo arretra il proprio raggio d’azione (con il supporto tecnico-tattico pescarese) diventando un mediano interditore davanti alla linea difensiva, un recupera-palloni dal moto perpetuo, un atleta di sicuro affidamento. Grazie inoltre alle sue doti tecniche e a un destro “educato”, riesce a unire il lavoro sporco da incontrista ai compiti più sottili di regia. Spesso la manovra offensiva riparte proprio dai suoi piedi rivelando, in queste occasioni, grande personalità e un temperamento da professionista".
Per caratteristiche può essere avvicinato a Lucas Biglia, giocatore a cui lo stesso Torreira dichiara di ispirarsi, oltre a David Pizarro e Walter Gargano.

## Carriera

### Club

#### Giovanili e Pescara
Dopo essersi formato nella Institución Atlética 18 de Julio, accademia calcistica della sua città natale, a 17 anni, su consiglio di un amico, partecipa a un provino per il Montevideo Wanderers, club della prima divisione uruguaiana; il test va a buon fine e il ragazzo entra a far parte del club il 15 febbraio 2013. Nel dicembre 2013, dopo essere stato visionato per circa un anno da Roberto Druda, viene portato in Italia, a Pescara, insieme ad altri quattro giovani uruguaiani. Lucas è l'unico che ottiene la fiducia del club abruzzese, che decide di tesserarlo.
Dopo aver giocato per un anno e mezzo nella formazione Primavera (nella quale disputa 28 partite con 4 gol) il 16 maggio 2015 esordisce in Serie B giocando dal 1' la partita persa 2-1 contro il Varese, nella quale viene schierato dal mister Marco Baroni come trequartista.
Il turno successivo invece il neo allenatore Massimo Oddo, che lo aveva allenato per tutta la stagione in Primavera, lo riporta a centrocampo in cabina di regia nella partita vinta 3-0 contro il Livorno. Gioca altre 3 partite da titolare nei play-off promozione tra cui la finale di ritorno conclusasi in pareggio che ha sancito il ritorno in Serie A del Bologna a discapito dei Delfini.
Il 1º luglio 2015 viene acquistato a titolo definitivo dalla Sampdoria che decide di lasciarlo ancora per una stagione in prestito al Pescara. Il 9 agosto 2015 realizza la sua prima rete da professionista nella partita di Coppa Italia vinta 2-0 contro il Südtirol-Alto Adige. Durante la Serie B 2015-2016 realizza 4 reti. A fine stagione il Pescara vince i play-off contro il Trapani e ottiene la promozione in Serie A.

#### Sampdoria
Nell'estate del 2016 si trasferisce, per fine prestito, alla Sampdoria. Debutta in blucerchiato il 14 agosto giocando da titolare la gara di Coppa Italia vinta 3-0 contro il Bassano Virtus. L'esordio in Serie A arriva il 21 agosto nella vittoria in trasferta 1-0 contro l'Empoli.
Il 29 ottobre 2017 realizza i suoi primi gol nella massima serie italiana, siglando una doppietta nel 4-1 contro il Chievo. Finirà la stagione con 4 gol all'attivo, avendo segnato anche contro Juventus e Torino, oltre ad aver disputato una serie di ottime prestazioni.

#### Arsenal
Il 10 luglio 2018 la Sampdoria ufficializza la cessione del giocatore agli inglesi dell'Arsenal per 26,5 milioni di sterline (circa 30 milioni di euro, dei quali uno dai blucerchiati al Pescara come percentuale per la rivendita). Esordisce in Premier League il 12 agosto seguente, entrando in campo al 70' della partita persa in casa per 0-2 contro il Manchester City. Esordisce in Europa League il 20 settembre nella partita vinta in casa per 4-2 contro il Vorskla, partendo da titolare e venendo sostituito al 57'.

#### Prestiti ad Atlético Madrid e Fiorentina
Messo ai margini della rosa dell'Arsenal, il 5 ottobre 2020 passa in prestito agli spagnoli dell'Atlético Madrid. Il 31 ottobre 2020 realizza la sua prima rete con i Colchoneros nel successo per 1-3 contro l'Osasuna.
Dopo il mancato riscatto da parte dei biancorossi, il 25 agosto 2021 viene ceduto nuovamente in prestito dall'Arsenal, questa volta alla Fiorentina, con diritto di riscatto per 15 milioni di euro. Segna il suo primo gol con i viola il 19 dicembre seguente nel pareggio per 2-2 contro il Sassuolo.
A fine stagione non viene riscattato dalla Fiorentina.

#### Galatasaray
Il 6 agosto 2022 passa a titolo definitivo al Galatasaray con un accordo di 5,5 milioni di sterline.

### Nazionale
Nel 2013 è stato inserito nella lista dei preconvocati dell'Uruguay Under-17 per il Mondiale di categoria e ha preso parte a due amichevoli di preparazione disputatesi in Giappone.
Nel marzo 2018 viene convocato per la prima volta nella nazionale maggiore, dal commissario tecnico Óscar Tabárez per il torneo quadriangolare "China Cup" in programma dal 22 al 26 dello stesso mese. Debutta con la Celeste il 23 marzo seguente, nella partita amichevole giocata contro la Repubblica Ceca, subentrando al 68' a Matías Vecino.
Come conseguenza della positiva stagione alla Sampdoria viene inserito nella lista dei partecipanti ai Mondiali 2018 in Russia, dove gioca da subentrante le prime due partite (contro Egitto e Arabia Saudita) e da titolare, per tutti i 90', le restanti tre (nella fase a gironi contro la Russia, agli ottavi contro il Portogallo e ai quarti contro la Francia). La nazionale uruguaiana si arrende ai quarti contro la Francia, perdendo per 2-0 dopo un ottimo mondiale.

## Statistiche

### Presenze e reti nei club
Statistiche aggiornate al 10 novembre 2024.
| Stagione           | Squadra            | Campionato         | Campionato | Campionato | Coppe nazionali | Coppe nazionali | Coppe nazionali | Coppe continentali | Coppe continentali | Coppe continentali | Altre coppe | Altre coppe | Altre coppe | Totale | Totale |
| Stagione           | Squadra            | Comp               | Pres       | Reti       | Comp            | Pres            | Reti            | Comp               | Pres               | Reti               | Comp        | Pres        | Reti        | Pres   | Reti   |
| ------------------ | ------------------ | ------------------ | ---------- | ---------- | --------------- | --------------- | --------------- | ------------------ | ------------------ | ------------------ | ----------- | ----------- | ----------- | ------ | ------ |
| 2014-2015          | Pescara            | B                  | 2+3        | 0          | CI              | 0               | 0               | -                  | -                  | -                  | -           | -           | -           | 5      | 0      |
| 2015-2016          | Pescara            | B                  | 26+3       | 3+1        | CI              | 2               | 1               | -                  | -                  | -                  | -           | -           | -           | 31     | 5      |
| Totale Pescara     | Totale Pescara     | Totale Pescara     | 28+6       | 3+1        |                 | 2               | 1               |                    | -                  | -                  |             | -           | -           | 36     | 5      |
| 2016-2017          | Sampdoria          | A                  | 35         | 0          | CI              | 1               | 0               | -                  | -                  | -                  | -           | -           | -           | 36     | 0      |
| 2017-2018          | Sampdoria          | A                  | 36         | 4          | CI              | 2               | 0               | -                  | -                  | -                  | -           | -           | -           | 38     | 4      |
| Totale Sampdoria   | Totale Sampdoria   | Totale Sampdoria   | 71         | 4          |                 | 3               | 0               |                    | -                  | -                  |             | -           | -           | 74     | 4      |
| 2018-2019          | Arsenal            | PL                 | 34         | 2          | FACup+CdL       | 1+3             | 0               | UEL                | 12                 | 0                  | -           | -           | -           | 50     | 2      |
| 2019-2020          | Arsenal            | PL                 | 29         | 1          | FACup+CdL       | 2+2             | 0+1             | UEL                | 6                  | 0                  | -           | -           | -           | 39     | 2      |
| Totale Arsenal     | Totale Arsenal     | Totale Arsenal     | 63         | 3          |                 | 8               | 1               |                    | 18                 | 0                  |             | -           | -           | 89     | 4      |
| 2020-2021          | Atlético Madrid    | PD                 | 19         | 1          | CR              | 2               | 0               | UCL                | 5                  | 0                  | -           | -           | -           | 26     | 1      |
| 2021-2022          | Fiorentina         | A                  | 31         | 5          | CI              | 4               | 0               | -                  | -                  | -                  | -           | -           | -           | 35     | 5      |
| 2022-2023          | Galatasaray        | SL                 | 31         | 0          | TK              | 3               | 0               | -                  | -                  | -                  | -           | -           | -           | 34     | 0      |
| 2023-2024          | Galatasaray        | SL                 | 35         | 1          | TK              | 1               | 0               | UCL+UEL            | 8+2                | 0                  | ST          | 1           | 0           | 47     | 1      |
| 2024-2025          | Galatasaray        | SL                 | 10         | 1          | TK              | 0               | 0               | UCL+UEL            | 2+4                | 0                  | ST          | 1           | 0           | 17     | 1      |
| Totale Galatasaray | Totale Galatasaray | Totale Galatasaray | 76         | 2          |                 | 4               | 0               |                    | 16                 | 0                  |             | 2           | 0           | 98     | 2      |
| Totale carriera    | Totale carriera    | Totale carriera    | 294        | 19         |                 | 23              | 2               |                    | 39                 | 0                  |             | 2           | 0           | 358    | 21     |

### Cronologia presenze e reti in nazionale
| Cronologia completa delle presenze e delle reti in nazionale ― Uruguay | Cronologia completa delle presenze e delle reti in nazionale ― Uruguay | Cronologia completa delle presenze e delle reti in nazionale ― Uruguay | Cronologia completa delle presenze e delle reti in nazionale ― Uruguay | Cronologia completa delle presenze e delle reti in nazionale ― Uruguay | Cronologia completa delle presenze e delle reti in nazionale ― Uruguay | Cronologia completa delle presenze e delle reti in nazionale ― Uruguay | Cronologia completa delle presenze e delle reti in nazionale ― Uruguay |
| Data                                                                   | Città                                                                  | In casa                                                                | Risultato                                                              | Ospiti                                                                 | Competizione                                                           | Reti                                                                   | Note                                                                   |
| ---------------------------------------------------------------------- | ---------------------------------------------------------------------- | ---------------------------------------------------------------------- | ---------------------------------------------------------------------- | ---------------------------------------------------------------------- | ---------------------------------------------------------------------- | ---------------------------------------------------------------------- | ---------------------------------------------------------------------- |
| 23-3-2018                                                              | Nanning                                                                | Uruguay                                                                | 2 – 0                                                                  | Rep. Ceca                                                              | Amichevole                                                             | -                                                                      | 68’                                                                    |
| 26-3-2018                                                              | Nanning                                                                | Uruguay                                                                | 1 – 0                                                                  | Galles                                                                 | Amichevole                                                             | -                                                                      | 70’                                                                    |
| 8-6-2018                                                               | Montevideo                                                             | Uruguay                                                                | 3 – 0                                                                  | Uzbekistan                                                             | Amichevole                                                             | -                                                                      | 59’                                                                    |
| 15-6-2018                                                              | Ekaterinburg                                                           | Egitto                                                                 | 0 – 1                                                                  | Uruguay                                                                | Mondiali 2018 - 1º turno                                               | -                                                                      | 88’                                                                    |
| 20-6-2018                                                              | Rostov                                                                 | Uruguay                                                                | 1 – 0                                                                  | Arabia Saudita                                                         | Mondiali 2018 - 1º turno                                               | -                                                                      | 59’                                                                    |
| 25-6-2018                                                              | Samara                                                                 | Uruguay                                                                | 3 – 0                                                                  | Russia                                                                 | Mondiali 2018 - 1º turno                                               | -                                                                      |                                                                        |
| 30-6-2018                                                              | Soči                                                                   | Uruguay                                                                | 2 – 1                                                                  | Portogallo                                                             | Mondiali 2018 - Ottavi di finale                                       | -                                                                      |                                                                        |
| 6-7-2018                                                               | Nižnij Novgorod                                                        | Uruguay                                                                | 0 – 2                                                                  | Francia                                                                | Mondiali 2018 - Quarti di finale                                       | -                                                                      |                                                                        |
| 7-9-2018                                                               | Los Angeles                                                            | Uruguay                                                                | 1 – 4                                                                  | Stati Uniti                                                            | Amichevole                                                             | -                                                                      | 46’                                                                    |
| 12-10-2018                                                             | Seul                                                                   | Corea del Sud                                                          | 2 – 1                                                                  | Uruguay                                                                | Amichevole                                                             | -                                                                      |                                                                        |
| 16-10-2018                                                             | Saitama                                                                | Giappone                                                               | 4 – 3                                                                  | Uruguay                                                                | Amichevole                                                             | -                                                                      | 74’                                                                    |
| 16-11-2018                                                             | Londra                                                                 | Brasile                                                                | 1 – 0                                                                  | Uruguay                                                                | Amichevole                                                             | -                                                                      | 24’                                                                    |
| 20-11-2018                                                             | Saint-Denis                                                            | Francia                                                                | 1 – 0                                                                  | Uruguay                                                                | Amichevole                                                             | -                                                                      | 74’                                                                    |
| 22-3-2019                                                              | Nanning                                                                | Uruguay                                                                | 3 – 0                                                                  | Uzbekistan                                                             | Amichevole                                                             | -                                                                      | 70’                                                                    |
| 25-3-2019                                                              | Nanning                                                                | Thailandia                                                             | 0 – 4                                                                  | Uruguay                                                                | Amichevole                                                             | -                                                                      | 46’                                                                    |
| 7-6-2019                                                               | Montevideo                                                             | Uruguay                                                                | 3 – 0                                                                  | Panama                                                                 | Amichevole                                                             | -                                                                      | 56’                                                                    |
| 16-6-2019                                                              | Belo Horizonte                                                         | Uruguay                                                                | 4 – 0                                                                  | Ecuador                                                                | Coppa America 2019 - 1º turno                                          | -                                                                      |                                                                        |
| 20-6-2019                                                              | Porto Alegre                                                           | Uruguay                                                                | 2 – 2                                                                  | Giappone                                                               | Coppa America 2019 - 1º turno                                          | -                                                                      |                                                                        |
| 29-6-2019                                                              | Salvador de Bahia                                                      | Uruguay                                                                | 0 – 0 (4 – 5 dtr)                                                      | Perù                                                                   | Coppa America 2019 - Quarti di finale                                  | -                                                                      | 57’                                                                    |
| 7-9-2019                                                               | San José                                                               | Costa Rica                                                             | 1 – 2                                                                  | Uruguay                                                                | Amichevole                                                             | -                                                                      | 45’                                                                    |
| 12-10-2019                                                             | Montevideo                                                             | Uruguay                                                                | 1 – 0                                                                  | Perù                                                                   | Amichevole                                                             | -                                                                      |                                                                        |
| 15-11-2019                                                             | Budapest                                                               | Ungheria                                                               | 1 – 2                                                                  | Uruguay                                                                | Amichevole                                                             | -                                                                      | 68’                                                                    |
| 18-11-2019                                                             | Tel Aviv                                                               | Argentina                                                              | 2 – 2                                                                  | Uruguay                                                                | Amichevole                                                             | -                                                                      |                                                                        |
| 13-10-2020                                                             | Quito                                                                  | Ecuador                                                                | 4 – 2                                                                  | Uruguay                                                                | Qual. Mondiali 2022                                                    | -                                                                      | 77’                                                                    |
| 13-11-2020                                                             | Barranquilla                                                           | Colombia                                                               | 0 – 3                                                                  | Uruguay                                                                | Qual. Mondiali 2022                                                    | -                                                                      |                                                                        |
| 17-11-2020                                                             | Montevideo                                                             | Uruguay                                                                | 0 – 2                                                                  | Brasile                                                                | Qual. Mondiali 2022                                                    | -                                                                      | 60’                                                                    |
| 3-6-2021                                                               | Montevideo                                                             | Uruguay                                                                | 0 – 0                                                                  | Paraguay                                                               | Qual. Mondiali 2022                                                    | -                                                                      | 58’                                                                    |
| 8-6-2021                                                               | Caracas                                                                | Venezuela                                                              | 0 – 0                                                                  | Uruguay                                                                | Qual. Mondiali 2022                                                    | -                                                                      | 75’                                                                    |
| 18-6-2021                                                              | Brasilia                                                               | Argentina                                                              | 1 – 0                                                                  | Uruguay                                                                | Coppa America 2021 - 1º turno                                          | -                                                                      | 65’                                                                    |
| 21-6-2021                                                              | Cuiabá                                                                 | Uruguay                                                                | 1 – 1                                                                  | Cile                                                                   | Coppa America 2021 - 1º turno                                          | -                                                                      | 81’                                                                    |
| 28-6-2021                                                              | Rio de Janeiro                                                         | Uruguay                                                                | 1 – 0                                                                  | Paraguay                                                               | Coppa America 2021 - 1º turno                                          | -                                                                      | 76’                                                                    |
| 10-10-2021                                                             | Buenos Aires                                                           | Argentina                                                              | 3 – 0                                                                  | Uruguay                                                                | Qual. Mondiali 2022                                                    | -                                                                      | 75’                                                                    |
| 14-10-2021                                                             | Manaus                                                                 | Brasile                                                                | 4 – 1                                                                  | Uruguay                                                                | Qual. Mondiali 2022                                                    | -                                                                      | 46’                                                                    |
| 12-11-2021                                                             | Montevideo                                                             | Uruguay                                                                | 0 – 1                                                                  | Argentina                                                              | Qual. Mondiali 2022                                                    | -                                                                      |                                                                        |
| 16-11-2021                                                             | La Paz                                                                 | Bolivia                                                                | 3 – 0                                                                  | Uruguay                                                                | Qual. Mondiali 2022                                                    | -                                                                      |                                                                        |
| 24-3-2022                                                              | Montevideo                                                             | Uruguay                                                                | 1 – 0                                                                  | Perù                                                                   | Qual. Mondiali 2022                                                    | -                                                                      | 76’                                                                    |
| 29-3-2022                                                              | Santiago del Cile                                                      | Cile                                                                   | 0 – 2                                                                  | Uruguay                                                                | Qual. Mondiali 2022                                                    | -                                                                      | 74’                                                                    |
| 2-6-2022                                                               | Glendale                                                               | Messico                                                                | 0 – 3                                                                  | Uruguay                                                                | Amichevole                                                             | -                                                                      | 67’ 73’                                                                |
| 11-6-2022                                                              | Montevideo                                                             | Uruguay                                                                | 5 – 0                                                                  | Panama                                                                 | Amichevole                                                             | -                                                                      | 62’                                                                    |
| 23-9-2022                                                              | Sankt Pölten                                                           | Iran                                                                   | 1 – 0                                                                  | Uruguay                                                                | Amichevole                                                             | -                                                                      | 85’                                                                    |
| Totale                                                                 |                                                                        | Presenze                                                               | 40                                                                     |                                                                        | Reti                                                                   | 0                                                                      |                                                                        |

## Palmarès

### Club

#### Competizioni nazionali
- Coppa d'Inghilterra: 1

Arsenal: 2019-2020
- Campionato spagnolo: 1

Atletico Madrid: 2020-2021
- Campionato turco: 3

Galatasaray: 2022-2023, 2023-2024, 2024-2025.
- Supercoppa di Turchia: 1

Galatasaray: 2023
- Coppa di Turchia: 1

Galatasaray: 2024-2025